# Ophiophragmus marginatus
Ophiophragmus marginatus är en ormstjärneart som först beskrevs av Christian Frederik Lütken 1856.  Ophiophragmus marginatus ingår i släktet Ophiophragmus och familjen trådormstjärnor. Inga underarter finns listade i Catalogue of Life.